# Nanaimo Daily News
Die Nanaimo Daily News war eine kanadische Tageszeitung, die, bis zu ihrer Einstellung im Januar 2016, 141 Jahre lang wochentags in Nanaimo, auf Vancouver Island in British Columbia herausgegeben wurde.
Der letzte Eigentümer der Zeitung war das Unternehmen Black Press, das auch die Alberni Valley Times herausgab und gegenwärtig noch einige andere Wochenzeitungen auf Vancouver Island herausgibt.

## Geschichte
George Norris gründete im Jahr 1874 die zweimal in der Woche erscheinende Zeitung Nanaimo Daily Free Press. Ab 1888 wurde sie dann täglich publiziert. Ende der 1990er Jahre wurde die Nanaimo Daily News Teil der Southam-Kette, die selber wiederum zur Holding Hollinger Inc. gehörte. Die Kette gehörte zu dieser Zeit zum führenden Zeitungsverlag in British Columbia, der auch die Alberni Valley Times, die Times Colonist und einige andere Wochenzeitungen herausgab.
Gemeinsam mit den übrigen Southam-Zeitungen ging im Jahr 2000 das Eigentum der Vancouver Island-Zeitungen auf das Unternehmen Canwest über, danach folgte im Jahr 2010 das Unternehmen Postmedia Network.
Postmedia verkaufte im Jahr 2011 für 86,5 Millionen US-Dollar seine Anteile an den Vancouver Island-Zeitungen und den Wochenzeitungen auf dem Lower Mainland an das Unternehmen Glacier Media.
Im Jahr 2013 wurde die Nanaimo Daily News Gegenstand einer Kontroverse und musste wegen möglichem Rassismus Kritik einstecken, weil sie einen Brief an den Verleger veröffentlichte, der gegen die First Nations gerichtet war. Über 100 Menschen inklusive des Bürgermeisters protestierten gegen diese Publikation. Schließlich entschuldigte sich die Nanaimo Daily News für die Veröffentlichung des Briefes, um dieses im Verlauf des Jahres ein weiteres Mal für einen zweiten Brief zu tun, der die First Nations erneut kritisierte.
Im Jahr 2015 verkaufte die Glacier Media alle Insel-Zeitungen mit Ausnahme der Times Colonist an das Unternehmen Black Press.
Im Januar 2016 gab Black Press bekannt, dass die Nanaimo Daily News eingestellt wird, während die schon in ihrem Eigentum befindliche Zeitung Nanaimo Daily Bulletin bestehen bleibt.